# 樊尚·坎德拉
樊尚·坎德拉（Vincent Candela，1973年10月24日—），法國前足球運動員，司職後衛，曾是1998年世界盃冠軍隊成員之一。
簡迪拿曾入選法國國家隊，贏得了1998年世界杯和2000年歐洲國家杯冠軍。由於法國國家隊人才眾多，簡迪拿當時只擔任後備。其間他曾長時間效力意甲球會羅馬，曾於2001年贏得了意甲聯賽冠軍。他主要司職左後衛，但左右兩腳皆純熟，除防守外出擊進攻也甚具效率。
隨著羅馬陷入財政困難，球會要進行精簡，簡迪拿於2005年被外借至英超球會保頓，並於半季後轉投意甲另一支球會烏甸尼斯。其後再轉投錫耶納和墨西拿兩支意大利小型球會。至於國家隊則於2002年世界杯後，已再沒有入選。
簡迪拿於2007年9月宣佈退休。

## 榮譽
- 世界杯冠軍：1998
- 歐洲國家杯冠軍：2000
- 意甲聯賽冠軍：2001